# Тонкохвостый поссум
Тонкохвостый поссум или тонкохвостый кускус (лат. Cercartetus concinnus) — сумчатое млекопитающие семейства карликовых поссумов.

## Описание
Хотя тонкохвостый поссум и мал по сравнению с другими поссумами, среди карликовых поссумов он один из самых крупных. Длина тела вместе с хвостом составляет от 7,7 до 8,7 см. Вес взрослой особи — от 8 до 21 г. Выводковая сумка хорошо развита и открывается спереди. Для столь малого животного, у тонкохвостого поссума очень длинный язык — 1,2 см. В отличие от серых родственников, мех яркий, цвета корицы, а брюхо белое. Уши большие, овальной формы. Хвост длинный и цепкий, лишенный меха.

## Распространение
Является эндемиком южной части Австралии, встречаясь в штате Западная Австралия и в юго-западной части штата Виктория. Кроме того, обитает на острове Кенгуру в Южной Австралии. Так же найден на юго-западе Нового Южного Уэльса, где он находится под угрозой исчезновения. Тонкохвостый поссум обитает в полузасушливых лесах и кустарниках.

## Образ жизни
Ведет одиночный, ночной образ жизни. Днем спит в естественных укрытиях, дуплах или гнездах птиц. Большую часть жизни проводит на деревьях и кустарниках, по которым проворно перемещается с помощью цепких лап и хвоста. Питается в основном нектаром, пыльцой и насекомыми. Может играть определенную роль в опылении эвкалиптов. Совершает миграции, передвигаясь по 50 м каждую ночь, в поисках более плодородных территорий. Имеет способность при неблагоприятных условиях (ненастье или холодная погода), впадать в кратковременную спячку, которая длится до 7 дней за раз. При этом температура тела понижается до температуры окружающей среды, а потребление кислорода сокращается до 1 % от нормы. Естественными хищниками являются сумчатые куницы, совы и змеи. В наше время так же становится жертвой лисиц, домашних и одичалых кошек.

## Эволюция и подвиды
Генетические исследования показали, что ближайшим родственником является Толстохвостый поссум, от которого предки тонкохвостого поссума отделились около 8 млн лет назад. Хотя ранее считалось, что тонкохвостый поссум имеет два подвида, генетические исследования не выявили каких-либо существенных различий между восточной и западной популяциями.

## Статус популяции
В настоящие время в Красной книге МСОП вид имеет статус «вызывающий наименьшие опасения». Тем не менее, в некоторых Австралийских штатах (Новый Южный Уэльс и Южная Австралия), а так же в отдельных парках и природоохранных зонах вид имеет статус «уязвимый», «находящийся на грани исчезновения». Прежде всего это вызвано расчисткой территорий (особенно кустарников) для выпаса скота, сокращением источников пищи и давлением хищников (особенно лис и диких кошек).